# Уайт-Пайн (округ)
Уайт-Пайн (англ. White Pine County) — округ, расположенный в штате Невада (англ. Nevada). Население — 9181 человек по данным переписи 2000 года, в 2006 зарегистрировано 9542 человека. Административный центр — город Или (англ. Ely). Название округа происходит от белой сосны, широко распространённой в горах территории округа.

## История
Округ Уайт-Пайн образован в 1869 году в восточной части округа Ландер, первой столицей округа был город Гамильтон, а после большого пожара в 1887 году столица была перенесена в город Или.

## География
По данным Бюро переписи населения США округ Уайт-Пайн имеет общую площадь в 8897 квадратных миль (23 042 квадратных километра), из которых 22 989 км² занимает земля и 53 км² — вода (0.23 % от общей площади). Максимальная высота над уровнем моря — 3982 м (гора Уилер-Пик).
На территории округа расположено несколько зон Национального заповедника Гумбольдт-Тойабе и Государственный исторический парк Уорд, в юго-восточной части округа располагается Национальный парк Грейт-Бейсин.

### Заповедники
Округ Уайт-Пайн является территорией для нижеперечисленных заповедных мест дикой природы, образованных специальным «Указом округа Уайт-Пайн о защите природы и развитию отдыха» 20 декабря 2006 года.
- Гора Болд
- Пик Бекки
- Бристлкон
- Каньон Гоушат
- Пик Правительственный
- Хай-Щелс
- Высокогорный хребет
- Гора Графтон
- Гора Гория
- Гора Красная
- Шеллбэк
- Южный Игэн
- Уайт-Пайн

### Соседние округа
- Элко — север
- Юрика — запад
- Най — юго-запад
- Линкольн — юг
- Миллард — восток
- Джуаб — восток
- Туэле — северо-запад

### Национальные парки
- Национальный парк Грейт-Бейсин
- Национальный заповедник Гумбольдт-Тойабе (часть)
- Национальный заповедник озера Руби (часть)

## Экономика
С конца девятнадцатого века по настоящее время основную отрасль экономики представляет добыча полезных ископаемых, главным образом меди, серебра и золота. Наиболее важными объектами горнодобывающей промышленности являются ряд карьеров по добыче меди близ города Рут, работа в которых производится открытым способом, и медеплавильный завод в городе Макгилла, находящийся в собственности Медной корпорации Кеннекота Юты.

## Демография
По данным переписи населения 2000 года в округе Уайт-Пайн проживало 9.181 человек, 2.159 семей, насчитывалось 3.282 домашних хозяйств и 4.439 единиц сданного жилья. Средняя плотность населения составляла 0,19 человек на один квадратный километр. Расовый состав округа по данным переписи распределился следующим образом: 86,35 % белых, 4,14 % афроамериканцев, 3,29 % коренных американцев, 0,78 % азиатов, 0,24 % выходцев с тихоокеанских островов, 2,10 % смешанных рас и 3,09 % — других народностей. 10,98 % населения составляли выходцы из Испании или стран Латинской Америки.
31,20 % от всего числа зарегистрированных семей имели детей в возрасте до 18 лет, проживающих вместе с родителями, 51,80 % представляли собой супружеские пары, живущие вместе, в 9,3 % семей женщины проживали без мужей, а 34,2 % семей не являлись семьями как таковыми. 29,6 % всех зарегистрированных домашних хозяйств представляли одиночки, при этом 11,5 % составили одиночки старше 65 лет. Средний размер домашнего хозяйства составил 2,42 человека, средний размер семьи — 3,01 человека.
Население округа по возрастному диапазону по данным переписи 2000 года распределилось следующим образом: 24,2 % — жители младше 18 лет, 7,6 % — между 18 и 24 годами, 29,9 % — от 25 до 44 лет, 24,8 % — от 45 до 64 лет, 13,5 % — старше 65 лет. Средний возраст жителей округа при этом составил 38 лет. На каждые 100 женщин приходилось 128,6 мужчин, при этом на каждых сто женщин 18 лет и старше приходилось 138,5 мужчин также старше 18 лет.
Средний доход на одно домашнее хозяйство в округе составил 36.688 долларов США, а средней доход на одну семью в округе — 44.136 долларов США. При этом мужчины имели средний доход 36.083 долларов США в год против 26.425 долларов США среднегодового дохода у женщин. Доход на душу населения в округе составил 18.309 долларов США в год. 10,3 % от всего числа семей в округе и 11,0 % от всей численности населения находилось на момент переписи населения за чертой бедности, при этом 11,8 % из них были моложе 18 лет и 7,6 % — в возрасте 65 лет и старше.

## Города и посёлки
- Бейкер
- Черри-Крик
- Кростимберс
- Ист-Или
- Или
- Ладжес-Стейшен
- Лунд
- Мэджорс-Плэйс
- Макгилл
- Рэйптаун
- Рут
- Шеллбурн
- Строуберри